# Stacja tranzytowa
Stacja tranzytowa (tyt. oryg. Way Station) – powieść fantastycznonaukowa amerykańskiego pisarza Clifforda D. Simaka. Powieść ukazała się w 1963 r., polskie wydanie, w tłumaczeniu Barbary Jankowiak, wydało wydawnictwo Phantom Press International w 1993 r. Powieść otrzymała nagrodę Hugo w 1964 r.
Powieść zajęła 25. miejsce (razem ze Spotkaniem z Ramą Arthura C. Clarke’a) na liście powieści wszech czasów Locusa w 1987 r.

## Fabuła
Enoch Wallace ma około trzydziestu lat, gdy wraca do rodzinnego domu na głębokiej prowincji stanu Wisconsin po czterech latach spędzonych na wojnie secesyjnej, które odcisnęły na nim niezatarte piętno. Wkrótce Enocha, który w głębi duszy zawsze wierzył w życie pozaziemskie, odwiedza kosmita, przedstawiciel galaktycznej wspólnoty ras, zgrupowanych wokół ośrodka administracyjnego nazywanego Galaktyką Centralną. Przybysz składa mu niezwykłą propozycję: z jego rodzinnego, wiejskiego domu, w którym po śmierci bliskich został sam, zostanie tylko zewnętrzny wygląd, w środku zaś powstanie stacja tranzytowa dla podróżnych teleportujących się przez Galaktykę. Sam Enoch stanie się zaś zawiadowcą stacji. Dzięki technologii, w czasie pobytu Enocha wewnątrz stacji zatrzymane zostają jakiekolwiek procesy starzenia się. W efekcie bohater, spędzający poza domem tylko godzinę dziennie, na przestrzeni kolejnych 100 lat prowadzenia stacji nie zmienia się praktycznie wcale, nadal żyje i wygląda młodo, co czyni z niego lokalne dziwadło, z czasem wzbudzające zainteresowanie nawet władz w Waszyngtonie.